# وزارة الدفاع (نيجيريا)
وزارة الدفاع هي وزارة تابعة للحكومة الاتحادية لنيجيريا مع المسؤولية القانونية للإشراف والإشراف على القوات المسلحة النيجيرية. يرأس وزارة الدفاع
وزيراً للدفاع، وهو رئيس على مستوى مجلس الوزراء يقدم تقاريره مباشرة إلى رئيس جمهورية نيجيريا الاتحادية. وتتمثل مهمتها الرئيسية في تقديم الخدمات الإدارية وخدمات الدعم في الوقت المناسب وبشكل فعال لتمكين القوات المسلحة لجمهورية نيجيريا الاتحادية.

## وصلات خارجية
- الموقع الرسمي للوزارة